# José Luis Ovalle
José Luis Ovalle (* 1954) ist ein uruguayischer Politiker.
Ovalle, der der Partido Nacional angehört, saß in der 43. Legislaturperiode vom 30. April bis zum 30. Mai 1991 und erneut vom 14. Oktober bis 14. November 1992 als stellvertretender Abgeordneter für das Departamento Montevideo in der Cámara de Representantes. Sodann leitete er vom 10. Juni 1994 bis zum 1. März 1995 das Ministerium für Verkehr und öffentliche Bauten. In der anschließenden Legislaturperiode nahm er erstmals am 30. August 1995 für eine Woche stellvertretend ein Senatorenmandat in der Cámara de Senadores wahr. Es folgten mehrere weitere Phasen von wenigen Tagen oder Wochen bis ins Jahr 1998, in denen er erneut diese Funktion als Stellvertreter ausübte.